# Jens Enevoldsen
Jens Enevoldsen (ur. 23 września 1907 w Kopenhadze, zm. 23 maja 1980) – duński szachista i sędzia szachowy, mistrz międzynarodowy od 1950 roku.

## Kariera szachowa
Pięciokrotnie zwyciężał w indywidualnych mistrzostwach Danii (1940, 1943, 1947, 1948, 1960. Reprezentował barwy swojego kraju na olimpiadach w latach: 1933, 1935, 1937, 1939, 1952, 1956, 1958, 1966, 1970, 1972. Do jego największych osiągnięć należało zajęcie IV m. w turnieju strefowym w Helsinkach w 1947 roku. W 1959 r. zwyciężył w Kilonii, w 1961 r. zajął III m. w turnieju głównym, natomiast w 1966 r. podzielił I m. w turnieju B festiwalu IBM w Amsterdamie.
Według retrospektywnego systemu rankingowego Chessmetrics, najwyżej notowany był we wrześniu 1948 r., z wynikiem 2648 punktów zajmował wówczas 21. miejsce na świecie.
Autor kilku książek szachowych. W 1960 r. otrzymał tytuł arbitra klasy międzynarodowej (ang. International Arbiter).